# پرونده المکاسب
پرونده شرکت المکاسب (۱۳۸۱-۱۳۷۹) یکی از پرونده‌های معروف در ایران بود که نهایتاً با حکم دادگاه و تبرئه همه متهمان خاتمه یافت. دادگاه به دلیل بیماری قاضی زارع بیش از دو سال به طول انجامید. متهم ردیف اول پرونده اسدالله امیر اصلانی مدیر عامل بانک ملی بود.
پرونده المکاسب، براساس دو گزارشی که وزارت اطلاعات و سازمان بازرسی کل کشور تهیه کرده بودند شکل گرفت.این پرونده به دلیل متهم شدن ناصر واعظ طبسی فرزند عباس واعظ طبسی نماینده علی خامنه ای در استان خراسان، نماینده مجلس خبرگان رهبری و تولیت آستان قدس رضوی از اهمیت بیشتری برخوردار بود. در سال ۱۳۷۹ شرکت او را به۱۰۰ میلیارد تومان اختلاس متهم کردند. در تیر ۱۳۸۰ ناصر مدتی به زندان رفت ولی با ضمانت پدرش بیرون آمد. بعد هم دادگاه با این توضیح که او نمی‌دانسته فعالیت‌هایش خلاف قانون است،ناصر را تبرئه کرد.

## تشکیل المکاسب
شرکت المکاسب وابسته به بانک ملی ایران در سال ۱۳۶۳ تأسیس شد. این مؤسسه به همراه چند شرکت سودآور دیگر در سال ۱۳۷۵ به مؤسسه خصوصی همیاری کوثر واگذار شدند. برخی مقامات دولتی متهم شدند که در جریان واگذاری این شرکت قوانین را رعایت نکرده‌اند.

## نقش بانک ملی ایران در پرونده های اقتصادی
محمودرضا خاوری مدیر عامل وقت بانک ملی ایران و متهم ردیف دوم پرونده اختلاس ۳ هزار میلیارد تومانی در مهر ۱۳۹۰ به بهانهٔ «مشکلات عصبی حادث‌شده و بیماری مزمن» از مقام خود استعفا داد و به کشور کانادا که تابعیت آن را دارا بود، گریخت. نام خاوری برای مدتی در لیست افراد تحت تعقیب اینترپل وجود داشت ولی از اواسط مهر ۱۳۹۵ خورشیدی، نام وی به عنوان یک شخص در حال تعقیب در وب‌سایت اینترپل مشاهده نمی‌شود. اسدالله امیر اصلانی مدیرعامل وقت بانک ملی ایران نیز پیش تر در پرونده المکاسب به عنوان متهم ردیف اول نام برده شد که نهایتاً با حکم دادگاه و تبرئه همه متهمان خاتمه یافت.  
 